# Sarzedo (Covilhã)
Sarzedo is een plaats (freguesia) in de Portugese gemeente Covilhã en telt 175 inwoners (2001).